# Medjon Hoxha
Medjon Hoxha (Hemer, 27 juli 1999) is een in Duitsland geboren Kosovaars-Belgisch voetballer die uitkomt voor KF Feronikeli. Hoxha is een middenvelder.

## Carrière

### KV Kortrijk
Hoxha sloot zich in 2004 aan bij de jeugdopleiding van KV Kortrijk. In april 2017 tekende hij zijn eerste profcontract bij de club. Een maand later, op 6 mei 2017, speelde hij in de Play-off 2-wedstrijd tegen KSV Roeselare zijn eerste profwedstrijd: hij viel in de 84e minuut in voor Stijn De Smet. Zijn eerste doelpunt voor Kortrijk scoorde hij op 18 mei 2018 tegen Waasland-Beveren, eveneens in Play-off 2.
In december liep Hoxha tijdens een beloftenwedstrijd tegen RSC Anderlecht een kruisbandblessure op. KV Kortrijk wilde pas over een nieuw contract praten indien het zekerheid had dat Hoxha zijn niveau opnieuw zou halen, waarop de speler besloot zijn aflopende contract niet te verlengen.

### KF Feronikeli
Na enkele maanden zonder club gezeten te hebben tekende hij op 29 december 2019 bij de Kosovaarse landskampioen KF Feronikeli. Het was Albert Bunjaki, de voormalige bondscoach van Kosovo die Hoxha nog kende van bij de nationale beloftenploeg en intussen technisch directeur geworden was van Feronikeli, die de middenvelder tijdens een familiebezoek in Kosovo vroeg om voor Feronikeli te komen spelen.

## Clubstatistieken
| Seizoen         | Club            | Land            | Competitie         | Competitie | Competitie | Beker | Beker | Supercup | Supercup | Europees | Europees | Totaal | Totaal |
| Seizoen         | Club            | Land            | Competitie         | Wed.       | Dlp.       | Wed.  | Dlp.  | Wed.     | Dlp.     | Wed.     | Dlp.     | Wed.   | Dlp.   |
| --------------- | --------------- | --------------- | ------------------ | ---------- | ---------- | ----- | ----- | -------- | -------- | -------- | -------- | ------ | ------ |
| 2016/17         | KV Kortrijk     | Vlag van België | Jupiler Pro League | 2          | 0          | 0     | 0     | —        | —        | —        | —        | 2      | 0      |
| 2017/18         | KV Kortrijk     | Vlag van België | Jupiler Pro League | 2          | 1          | 1     | 0     | —        | —        | —        | —        | 3      | 1      |
| 2018/19         | KV Kortrijk     | Vlag van België | Jupiler Pro League | 0          | 0          | 0     | 0     | —        | —        | —        | —        | 0      | 0      |
| 2019/20         | KF Feronikeli   | Vlag van Kosovo | Superliga          | 0          | 0          | 0     | 0     | 0        | 0        | 0        | 0        | 0      | 0      |
| Carrière totaal | Carrière totaal | Carrière totaal | Carrière totaal    | 4          | 1          | 1     | 0     | 0        | 0        | 0        | 0        | 5      | 1      |

Bijgewerkt op 31 december 2019